# Jean-Paul Aubé

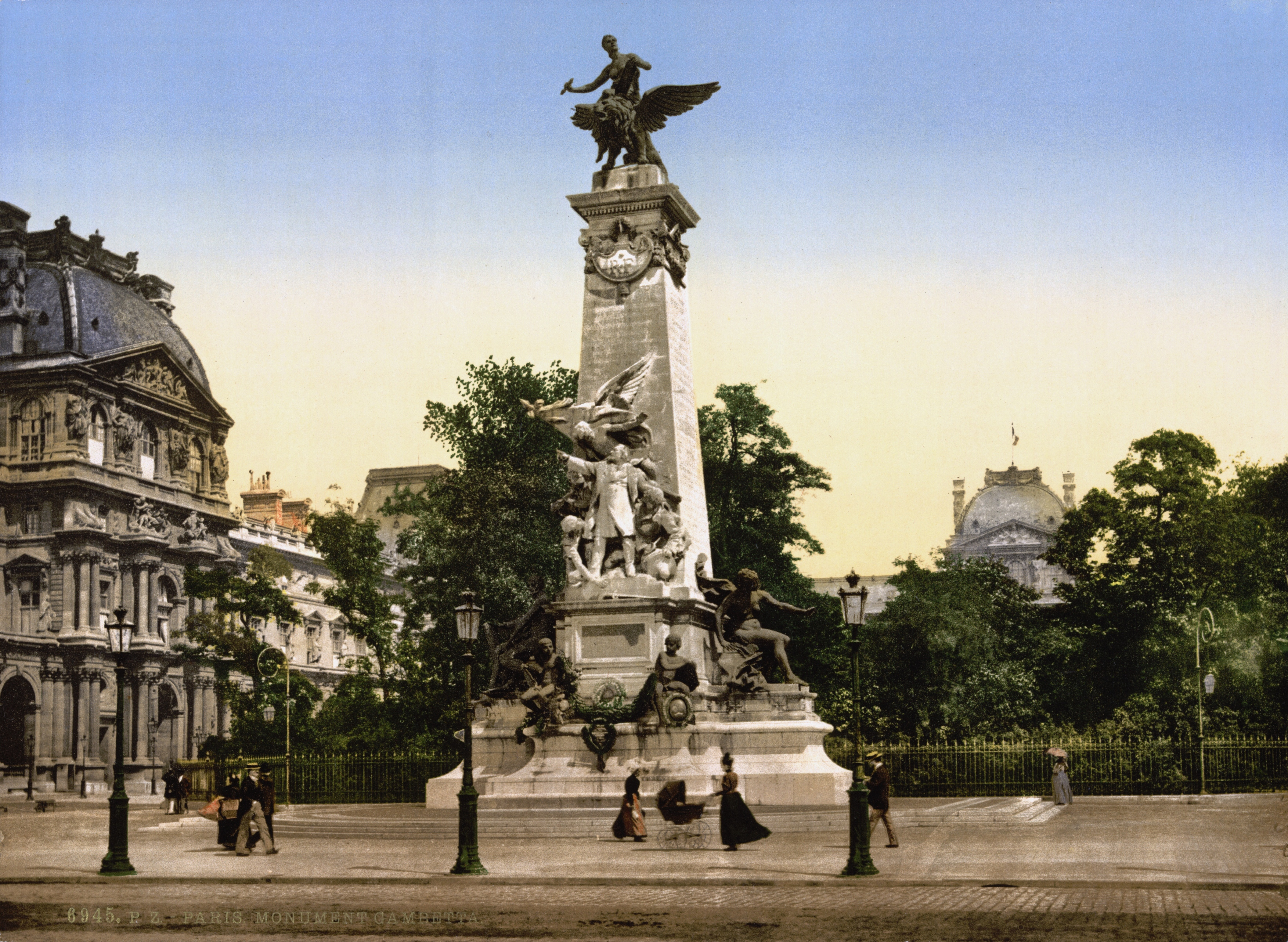
Gambettamonumentet under 1890-talet.

Jean-Paul Aubé, född 3 juli 1837 i Longwy, död 23 augusti 1916 i Capbreton, var en fransk skulptör. 
Jean-Paul Aubé är framför allt känd genom det storslagna Gambettamonumentet föreställande Léon Gambetta på Place du Carrousel i Paris. Detta invigdes 1888 men togs ned 1954. Han utförde dessutom porträttbyster av historiska personligheter. Hans Baillysstaty finns i Luxembourgmuseet.